# بروس آبي
بروس آبي هو لاعب هوكي الجليد كندي، ولد في 18 أغسطس 1951 في سينترال إلجين في كندا.

## وصلات خارجية
- بروس آبي على موقع EliteProspects.com (الإنجليزية)
- بروس آبي على موقع HockeyDB.com (الإنجليزية)